# Dani Delacámara
Daniel de la Cámara, más conocido como Dani Delacámara (Madrid, 5 de febrero de 1968), es un humorista español.

## Biografía
Se dio a conocer entre el público en 1994 con sus imitaciones en el programa deportivo de televisión El friqui, que presentaban en Telemadrid Juanma López Iturriaga y Elsa Anka. Un año después saltó a la televisión nacional y durante la temporada de 1995-1996 se hizo cargo de la presentación de Karaoke, un programa musical de Telecinco.
Con posterioridad se incorporó al equipo de Efecto F (1997), el espacio de Francis Lorenzo en Antena 3 y presentó el magazine Qué punto (1999), junto a Ana García Lozano, de nuevo en Telecinco, además de colaborar en el fugaz late night de Máximo Pradera Maldita la hora (2001).
Pese a algunas incursiones puntuales en televisión (La corriente alterna, 2002; Planeta Finito, 2006), su trayectoria posterior se ha centrado sobre todo en actuaciones sobre los escenarios, destacando tanto por sus monólogos como por sus imitaciones. 
Así, ha grabado monólogos y realizado giras por toda España para El Club de la Comedia y Paramount Comedy. Después de estar de gira por toda España durante más de dos años con El Club de la Comedia y posteriormente con Cómicos, presenta en solitario Dios es una Mujer, un espectáculo de stand-up comedy en estado puro.
También es conocido por sus imitaciones en la sección radiofónica El jardín de los Bonsáis, del programa radiofónico Protagonistas de Luis del Olmo.
Ha sido galardonado en ese tiempo con diversos premios incluyendo una Antena de Oro y un Micrófono de Oro (premios votados por los propios profesionales de la radio).
En 2009 estuvo de gira por toda España con su espectáculo de monólogos Evolution 2.0. En 2010 presentó cada noche, de 21.30 a 22.00, el programa Antes de las 10 en la cadena del grupo Vocento, La 10. En este programa se da un repaso a la actualidad del día en clave de humor.
Vuelve a la radio en septiembre de 2015, colaborando en el espacio Más de uno de Onda Cero, junto a Juan Ramón Lucas.